# Jan Suchý
Pour les articles homonymes, voir Suchy.
Temple de la renommée de l'IIHF : 2009
Jan Suchý (né le 10 octobre 1944 à Havlíčkův Brod en Tchécoslovaquie et mort le 24 août 2021) est un joueur professionnel tchécoslovaque de hockey sur glace.

## Biographie
Jan Suchý joua au poste de défenseur de 1952 à 1983 avec le Jiskra Havlíčkův Brod et le HC Dukla Jihlava du Championnat de Tchécoslovaquie de hockey sur glace, le EC Stadlau Wien du Championnat d'Autriche de hockey sur glace, l'ESV Kaufbeuren de la 1.Bundesliga allemande et l'EV Landsberg de la Regionalliga (2.Liga Süd).
Surnommé « le Bobby Orr Européen », Suchý commence sa carrière professionnelle à l'âge de 8 ans avec le club local de Jiskra Havlíčkův Brod, avant de passer au Dukla Jihlava à 19 ans, en 1963. Il aida le Dukla à remporter sept titres de champion du championnat tchécoslovaque ; son immense talent lui valut deux fois le prix de la Crosse d'Or, prix remis au meilleur joueur de Tchécoslovaquie, en 1969 et 1970 ; il fut aussi nommé meilleur défenseur des Championnats du monde de hockey sur glace de 1969 et de 1971.
Jan Suchý ne vint jamais jouer dans la Ligue nationale de hockey ; il fut néanmoins le premier joueur européen placé sur la liste des joueurs protégés par un club de la LNH, soit les Bruins de Boston.
Il meurt le 24 août 2021.